# ザ・ストゥージズ
ストゥージズ（The Stooges）は、アメリカ合衆国出身のロック・バンド。
1960年代末のガレージロックを代表するグループの一つ。フロントマン イギー・ポップの過激なパフォーマンスが特徴で、後のパンク/ニュー・ウェイヴに大きな影響を与えた。
2010年『ロックの殿堂』入り。ローリング・ストーン誌選出「歴史上最も偉大な100組のアーティスト」第78位。

## 来歴

### デビューからセカンド・アルバムまで（1967年 - 1970年）
1967年、ボーカルのイギー・ポップ（Iggy Pop）、ギタリストのロン・アシュトン（Ron Asheton）およびドラマーのスコット・アシュトン（Scott Asheton、ロン・アシュトンの弟）のアシュトン兄弟、そしてベーシストのデイヴ・アレクサンダー（Dave Alexander）によって結成される。初期はサイケデリック・ストゥージズとして活動していたが、後にザ・ストゥージズに名乗りを変える。"stooge"とは、「ぼけ役」、「まぬけ」といった意味。
1969年、元ヴェルヴェット・アンダーグラウンドのジョン・ケイルのプロデュースにより、デビュー・アルバム『イギー・ポップ・アンド・ストゥージズ』を発表。全米最高106位と商業的には成功しなかったが、同じエレクトラ・レコードに所属するMC5と並んでガレージ・ロック（オリジナル・パンク）の代表的存在と目される。
フロントマンのイギーは、客の注目を惹くためステージダイブをしたり、ピーナッツバターを体中に塗ったり、ステージに散りばめたガラスの破片の上を転がったりするなど、身体を張ったパフォーマンスを展開した。
1970年には、セカンド・アルバム『ファン・ハウス』を発表。同作では新たにサックスを加え、スティーヴ・マッケイ（Steve MacKay）が参加している。ところが、売上は前作より伸び悩み、チャートインすら果たせず、エレクトラとの契約も打ち切られる。さらに、アルコール中毒になっていたデイヴが解雇され、ベーシストはジーク・ゼトナー（Zeke Zettner）、ジミー・レッカ（Jimmy Recca）と目まぐるしく入れ替わった。また、イギーを筆頭にロンを除くメンバーはヘロインに溺れ、活動休止状態に陥ってしまう。

### ボウイとの出会い、ロー・パワー、終焉（1971年 - 1974年）

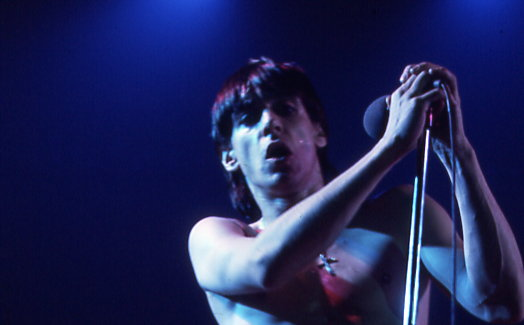
創設者イギー・ポップ（Vo）1977年

1971年、イギーはデヴィッド・ボウイに出会い、ボウイの協力の下でアルバムの制作を開始する。当初はギタリストのジェームズ・ウィリアムソン（James Williamson）に新たなリズム隊を加えた編成となる予定だったが、結局アシュトン兄弟を呼び寄せることとなった。ギターはジェームズが弾くことになったため、ロンはベースに転向した。
1973年、『ロー・パワー』（旧邦題は『淫力魔人』）を「イギー・アンド・ザ・ストゥージズ」の名義でコロムビア・レコードから発表。ボウイがミキシングを担当した。しかし、全米182位に留まり、ツアーの途中でコロンビアはレコード契約を解除。ボウイの所属するメインマン・マネージメントからも見放された。
翌1974年2月、イギーのヘロイン中毒、活動の行き詰まりなどが原因でストゥージズは解散した。

### 解散後の動向
解散中の1975年、イギーはジェームズとともにレコーディングを行い、1977年に共同名義のイギー・ポップ＆ジェームズ・ウィリアムソンとしてアルバム『キル・シティ』を発表。また、ロン・アシュトンは、3代目ベーシストのジミー・レッカ、元MC5のドラマーであるデニス・トンプソンらとザ・ニュー・オーダーを結成し、アルバムを発表した。
1977年、イギーは再びボウイと組んでソロ・デビュー。バンドでは得られなかった商業的成功を手にする。
1997年、イギーがミックスをやり直した『ロー・パワー』を新たにリリースした。これはボウイによるミックスに対する不満の声に応えたもので、イギー自身が「どの曲も音が全部振り切れるくらいボリュームを上げて、すごく激しいミックスになった」と語る仕上がりになっている。

### 再結成 - メンバーの死去 - 活動停止（2003年 - 2016年）

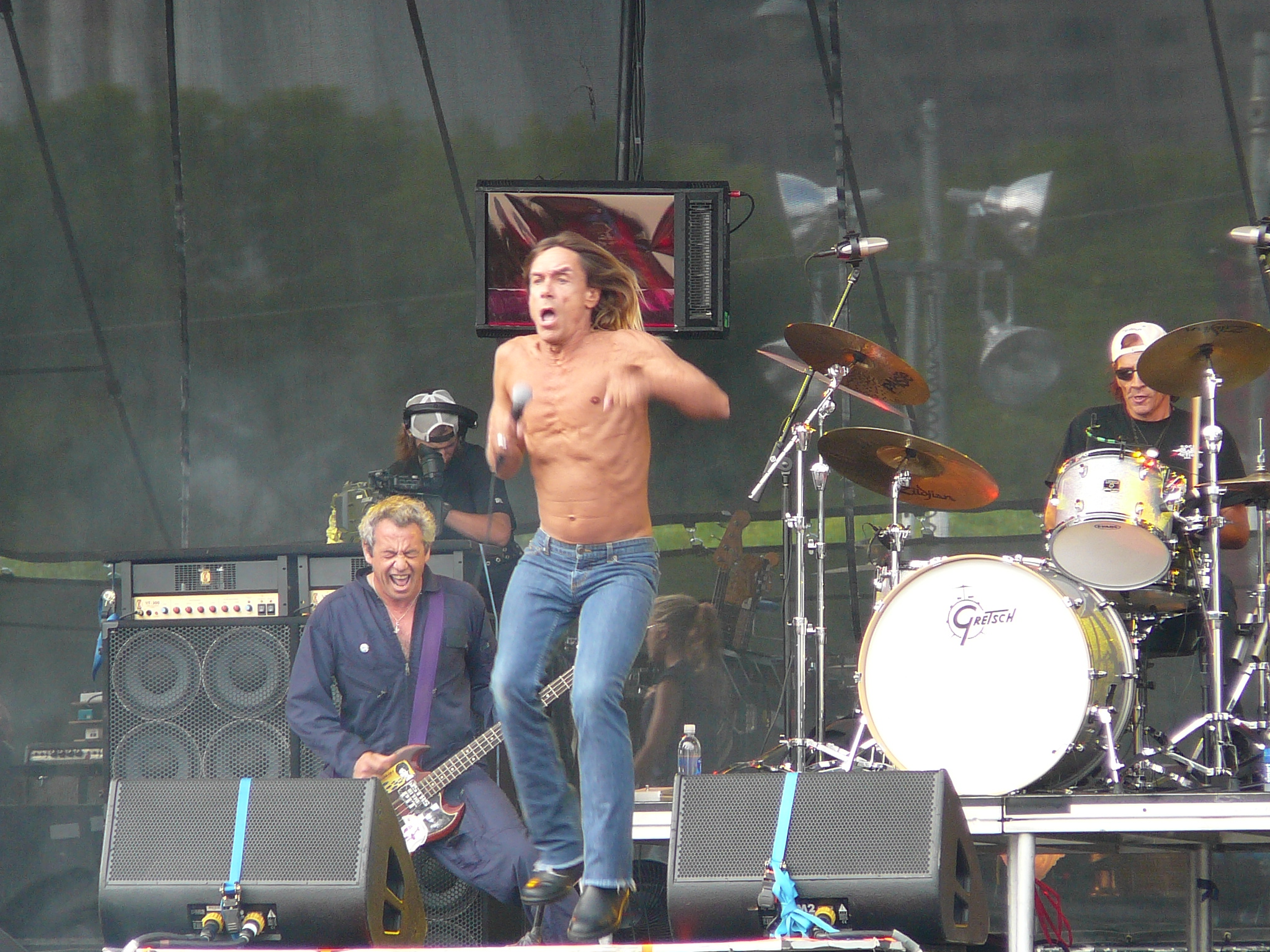
USAシカゴ公演（2007年）

2003年、イギーとロン、スコットの3人に、元ミニットメンのマイク・ワットをベーシストとして加え、29年ぶりに再結成。後に、スティーヴも参加。
2007年、34年ぶりのアルバム『ザ・ウィヤードネス』を発表。
2009年1月6日、ロン・アシュトンが死去（数日前に心臓発作で斃れたものと推定された）。
2010年、『ロックの殿堂』入りを果たす。授賞式でのプレゼンターはグリーン・デイのビリー・ジョー・アームストロングが務めた。
2011年、スコットが脳卒中で倒れ離脱、代わりにイギーのソロ作品に共演経験のあるトビー・ダミットが参加。
2013年4月、6年ぶりの新作『レディ・トゥ・ダイ』を発表。亡くなったロンに代わり、ジェームズ・ウィリアムソンが約40年ぶりに復帰。
2014年3月16日、スコット・アシュトンが死去。
2015年10月11日、スティーヴ・マッケイが死去。
2016年にジェームズは、もはやバンドは機能していないことを明かし、解散宣言のない事実上の活動停止を公表。イギー自身はソロ活動にシフト。
2017年、ストゥージズのドキュメンタリー映画『ギミー・デンジャー』が公開。

## メンバー

### 最終ラインナップ
- イギー・ポップ（Iggy Pop） - ボーカル（1967年 - 1974年、2003年 - 2016年）
- ジェームズ・ウィリアムソン（James Williamson） - ギター（1970年 - 1974年、2009年 - 2016年）
- マイク・ワット（Mike Watt） - ベース（2003年 - 2016年）
- トビー・ダミット（Toby Dammit） – ドラムス（2011年 - 2016年）

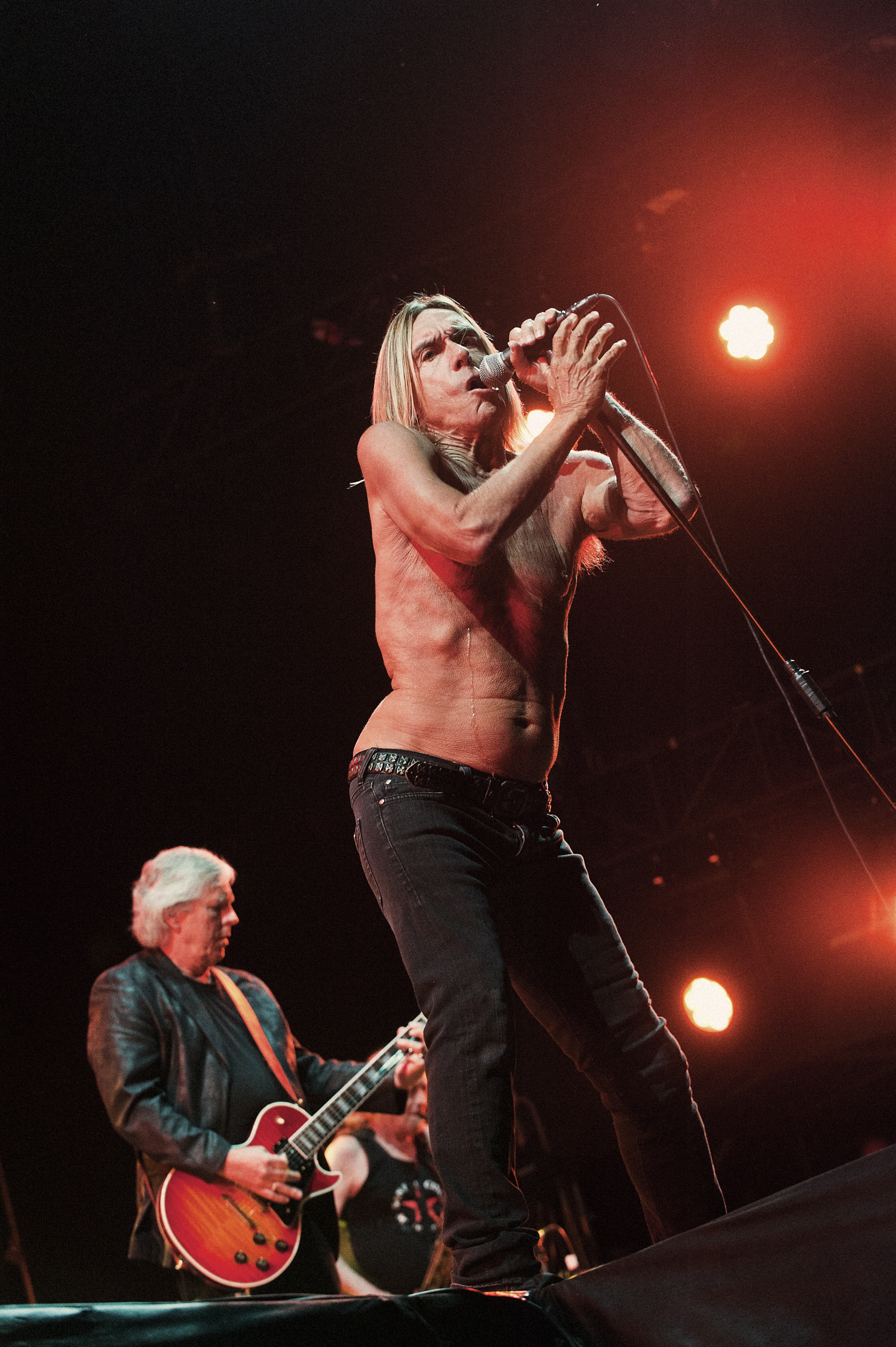
イギー・ポップ（Vo）2012年
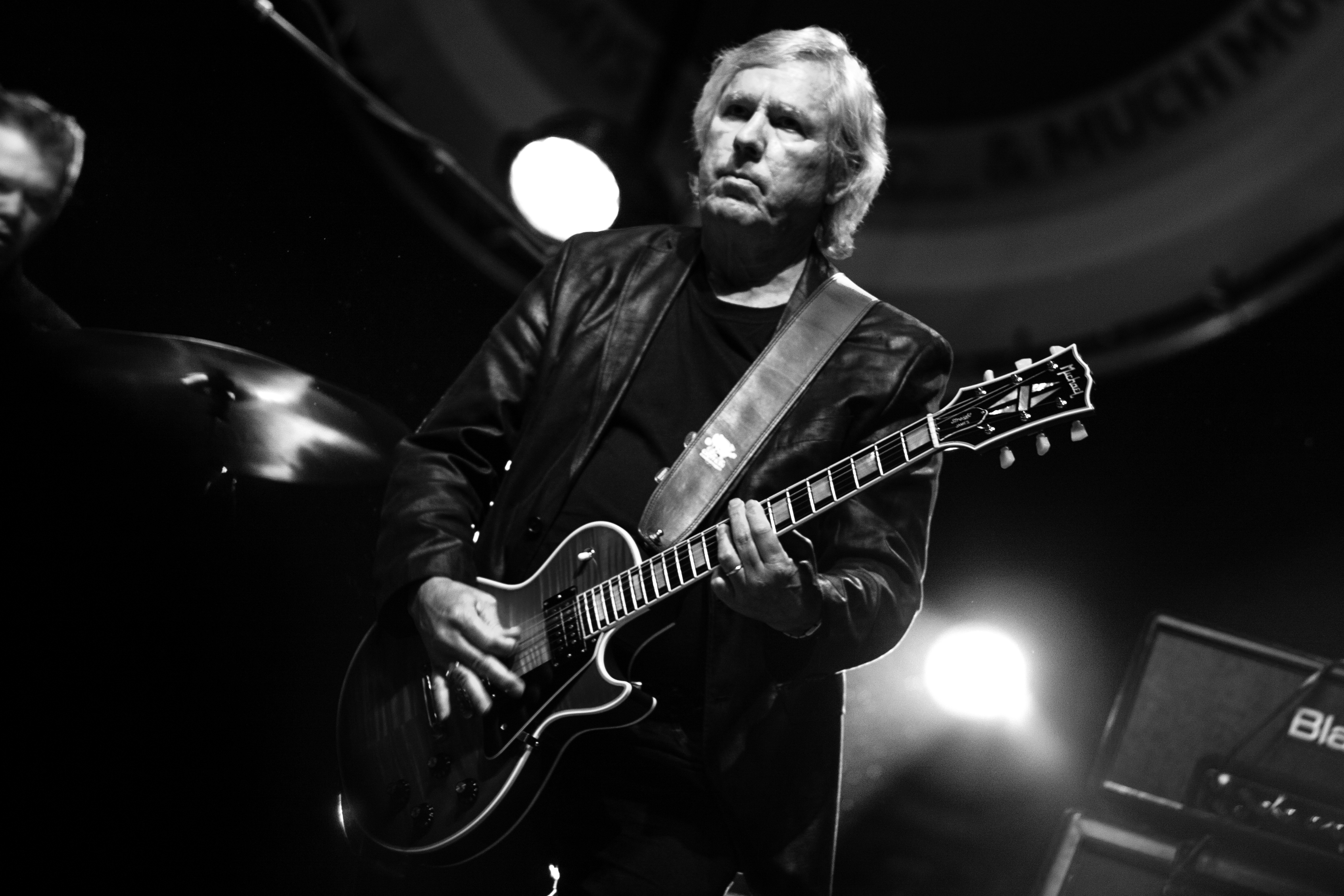
ジェームズ・ウィリアムソン（G）2012年
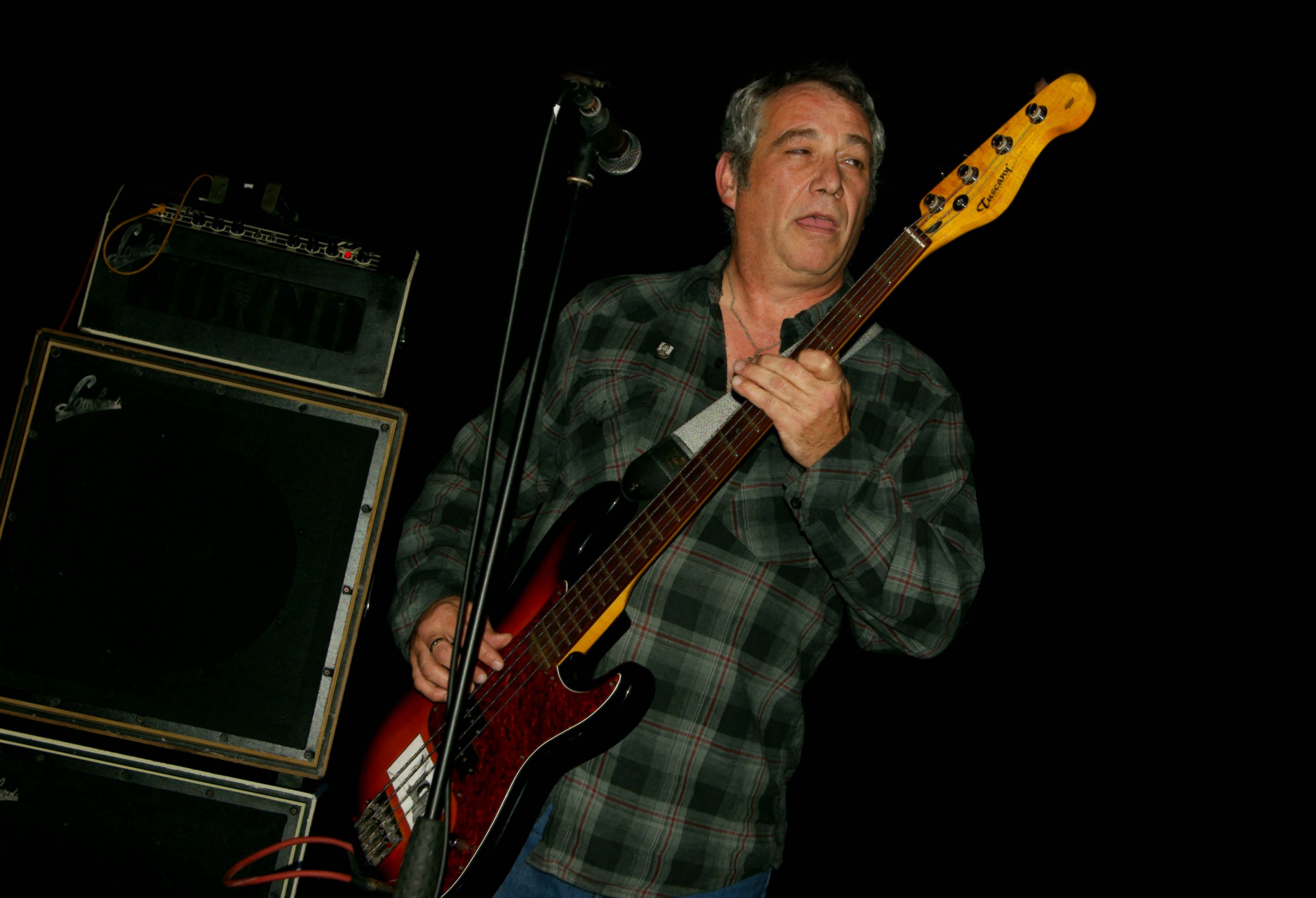
マイク・ワット（B）2013年
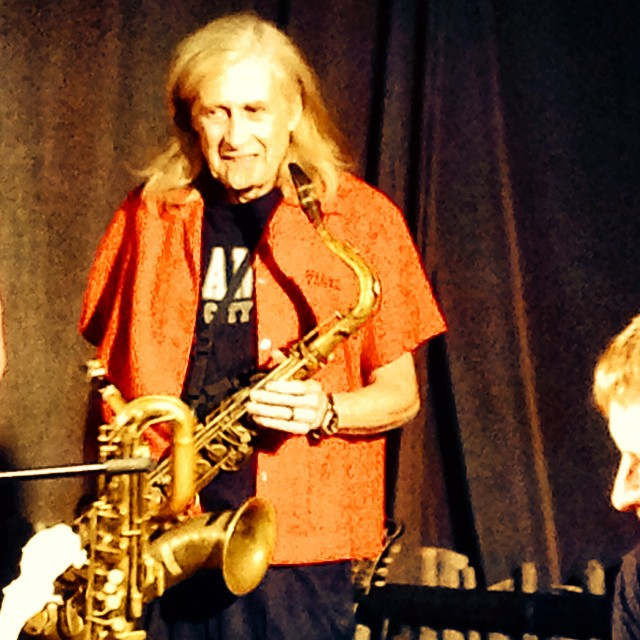
スティーヴ・マッケイ（Sax）2014年

### 旧メンバー
- ロン・アシュトン（Ron Asheton） - リードギター（1967年 - 1971年、2003年 - 2009年）、ベース（1972年 - 1974年）※2009年死去
- スコット・アシュトン（Scott Asheton） - ドラムス（1967年 - 1974年、2003年 - 2011年）※2014年死去
- デイヴ・アレクサンダー（Dave Alexander） - ベース（1967年 - 1970年）※1975年死去
- ビリー・チータム（Bill Cheatham） - ギター（1970年）※1990年代死去
- ジーク・ゼトナー（Zeke Zettner） - ベース（1970年）※1973年死去
- スティーヴ・マッケイ（Steve Mackay） - サックス（1970年、2003年 - 2015年）※2015年死去
- ジミー・レッカ（Jimmy Recca） - ベース（1971年）
- ワーレン・クレイン（Tornado Turner） – ギター（1973年）
- ボブ・シェフ（Bob Sheff） – キーボード（1973年）
- スコット・サーストン（Scott Thurston） – キーボード（1973年 - 1974年）

## 影響
「ローリング・ストーン誌の選ぶオールタイム・ベスト・アルバム500」において、『ファン・ハウス』が191位、『ロー・パワー』が128位にランクイン。特に『イギー・ポップ・アンド・ストゥージズ』は、「オールタイム・ベスト・デビュー・アルバム100」と共に、それぞれ185位と66位にランクイン。
セックス・ピストルズ、ダムド、ピート・ドハーティ、スレイヤー、デフ・レパード、ソニック・ユース、ガンズ・アンド・ローゼズ、レッド・ホット・チリ・ペッパーズ、サウンドガーデン、レイジ・アゲインスト・ザ・マシーンなど、後世の名立たるバンドやミュージシャンに影響を与え、彼らにこぞってカヴァーされている。特にジャック・ホワイトは『ファン・ハウス』、ジョン・ライドンとカート・コバーンは『ロー・パワー』をベスト・アルバムに挙げている。

## ディスコグラフィ

### アルバム
- 『イギー・ポップ・アンド・ストゥージズ』 - The Stooges（1969年）
- 『ファン・ハウス』 - Fun House（1970年）
- 『ロー・パワー』 - Raw Power（1973年）※イギー・アンド・ザ・ストゥージズ名義。旧邦題『淫力魔人』
- 『ザ・ウィヤードネス』 - The Weirdness（2007年）
- 『レディ・トゥ・ダイ』 - Ready to Die（2013年）